# Grube Schnepfenthal
Die Grube Schnepfenthal ist eine ehemalige Buntmetallerzgrube im Bensberger Erzrevier in Rösrath. Sie lag nördlich von der Ortschaft Boddert in der Nähe von Bleifeld.

## Geschichte
Am 30. Januar 1854 stellte Wilhelm Schönenborn aus Heiligenhaus ein Mutungsgesuch unter dem Namen Wilhelm auf Spateisenstein und Bleierz. Ein wiederholtes Mutungsgesuch datiert vom 27. Juli 1854. Am 27. Juli 1855 mutete er erneut, und zwar auf Kupfer-, Blei- und Zinkerze sowie auf Spateisenstein. Eine Feldesbesichtigung der Mutung mit dem neuen Namen Wilhelm modo Schönenborn fand am 4. Juli 1857 statt. Am 29. Mai 1858 wurde sie mit dem Namen Grube Schönenborn erwähnt. Die Verleihung als Längenfeld auf Eisen, Kupfer und Blei erfolgte am 19. September 1858 mit dem Namen Schnepfenthal an Wilhelm Schönenborn.
Offensichtlich hat er die Grube anschließend verkauft, denn der Kaufmann Heinrich Schüchtermann aus Dortmund stellte am 25. Oktober 1865 einen Erweiterungsantrag, aufgrund dessen ihm die Grube Schnepfenthal am 22. August 1867 als Geviertfeld in den Gemeinden Löderich, Bleifeld, Honrath und Heiliger auf Eisen-, Blei- und Kupfererze verliehen wurde. Schüchtermann verkaufte die Grube Schnepfenthal am 31. Juli 1869 an die Gesellschaft Phönix für Bergbau und Hüttenbetrieb zu Laar in Duisburg. Mit Mutung vom 28. Februar 1871 begehrte man die Verleihung des Feldes auf Zinkerze. Nachdem die Bauwürdigkeit durch Feldbesichtigung am 5. Juli 1871 positiv verlaufen war, erfolgte die entsprechende Verleihung auf Zinkerze am 20. Juli 1871. Im März 1873 wurde ein Dampfkessel für die Förderung aufgestellt. Über den weiteren Betrieb ist nichts bekannt.
Ein Jahresbericht für das Jahr 1909 erwähnt fünf Arbeiter, die den Stollen Büchel aufgewältigt und durch ein Gesenk von 20 Meter Teufe untersucht haben. Man habe Spateisenstein und Brauneisenstein bis zu einem Meter Mächtigkeit vorgefunden. Weitere Informationen liegen nicht vor. Aufzeichnungen besagen, dass hier 16.500 t Spateisenstein, 12 Zentner Blende, 21 Zentner Bleierze und 150 Zentner Kupfererze gefördert wurden.